# Östergötlands Allehanda (1893)
Östergötlands Allehanda. Tidning för Skeninge och Mjölby med omnejd som kom ut den korta tiden från 7 januari till 23 mars 1893. Tidningen sattes på Rydbergska boktryckeriet i Skeninge, men sedan tryckt på Motala Tidnings tryckeri i Motala den 7 januari till 11 januari 1893 och därefter satt och trycktmed antikva  på Rydbergska tryckeriet i Skeninge.
Tidningen kom två gånger i veckan onsdagar och lördagar. Den hade 4 sidor i folio med 5 spalter format 50,5 x 22,5 cm omväxlande med 4 spalter på formatet 36,7 x 26 cm. Priset för tidningen var 3 kronor 60 öre. Utgivningsbevis för tidningen utfärdades för boktryckerifaktorn Gustaf Frans Ludvig Rydberg 13 december 1892. Prenumeranterna fick vid tidningens upphörande i stället Östgöta-Kuriren.